# Altos Labs
Altos Labs ist ein US-amerikanisches Forschungsunternehmen im Bereich Biotechnologie. Das Ziel von Altos Labs ist es, Anti-Aging-Therapien zu entwickeln, die den menschlichen Alterungsprozess aufhalten oder rückgängig machen können. Dafür sollen spezialisierte Zelltherapien entwickelt werden, die auf induzierten pluripotenten Stammzellen beruhen. Das 2022 gestartete Unternehmen konnte dabei prominente Investoren gewinnen.

## Geschichte
Der Name Altos Labs beruht auf der Stadt Los Altos in Kalifornien. Die Idee für Altos Labs geht auf den Zellbiologen und Unternehmer Richard D. Klausner zurück, der gemeinsam mit Hans Bishop und dem russischen Milliardär Juri Borissowitsch Milner das Unternehmen gründete. Im Oktober 2020 veranstaltete Milner ein Treffen, bei dem Experten ihre Forschung vorstellten, von Tierversuchen berichteten und das Konzept für Altos Labs erarbeitet wurde. Milner hatte bereits zuvor Interesse an Anti-Aging-Technologien gezeigt. Das Unternehmen hat prominente Wissenschaftler wie Juan Carlos Izpisúa Belmonte (bekannt für seine Arbeiten zur Verjüngung durch Reprogrammierung von Zellen), Steve Horvath (bekannt für seine Arbeiten zur epigenetischen Alterungsuhr) und Shinya Yamanaka (der mit dem Nobelpreis ausgezeichnete Erfinder der zellulären Reprogrammierung in Säugetierzellen) rekrutieren können. Im Vorstand sitzen ebenfalls bekannte Wissenschaftler wie Jennifer A. Doudna, David Baltimore und Frances Arnold. Altos Labs zahlt Wissenschaftlern dabei bis zu zehnmal höhere Gehälter als vergleichbare Forschungseinrichtungen. 2021 wurde Altos Labs in den Vereinigten Staaten und dem Vereinigten Königreich registriert.
Altos Labs nahm im Januar 2022 mit einer Finanzierungsrunde bei Investoren drei Milliarden US-Dollar auf. Zu den Investoren gehörte Berichten zufolge auch Amazon-Gründer Jeff Bezos. Altos Labs plant im ersten Schritt, Forschungseinrichtungen in Cambridge, der San Francisco Bay Area und in San Diego zu errichten. Untypisch für ein Privatunternehmen soll vorerst vorwiegend Grundlagenforschung betrieben werden ohne direkte Aussicht auf ein kommerziell vertreibbares Produkt.